# Skiløber (dokumentarfilm)
|  | Denne artikel er oprettet af botten Steenthbot ud fra en ekstern database. Den kan derfor have sproglige fejl eller mangler. Denne skabelon kan fjernes efter kontrol af indholdet. |

Skiløber er en dansk portrætfilm fra 2001 instrueret af Sidse Stausholm efter eget manuskript.

## Handling
Rosemarie er 13 år og bor i Skovshoved nord for København. Rosemarie har stået på ski, siden hun var 4 år, hun er Danmarksmester og skal til Italien for at deltage i VM for børn. Rosemarie bruger meget af sin tid på træning og må nøjes med en rolle som hund i årets skolekomedie ...

## Medvirkende
- Rosemarie Aspöck